# 东兴市
东兴市是中华人民共和国广西壮族自治区下辖的一个县级市，由防城港市代管。东兴位於廣西壯族自治區南部，濒临北部湾，西南与越南广宁省接壤。面积540.7平方公里，市人民政府驻东兴镇。曾长期為防城縣屬地，1996年自防城縣析出正式成立，建制延續至今。东兴是中越边境重镇，是广西對外開放的「橋頭堡」，與越南的雙邊交往頻繁，境内的东兴口岸也是國家一類口岸。

## 历史
在新石器时期，东兴一带就有人类采集海生资源，过着定居生活。在先秦时期，东兴属百越，公元前214年，秦征百越，大舉入侵西甌和雒越，并在今广西地区建立象郡和桂林郡，其中东兴屬象郡地域:3。秦末汉初，南海郡趙佗趁趁乱占领南海、桂林、象等三郡，自立南越国，此时东兴地屬南越:77-95。公元前112年，西汉君主汉武帝出兵10万发动对南越国的战争，并在前111年将南越国灭亡，南越灭亡后，汉廷在原南越國領地設置了南海、苍梧、郁林、合浦、交趾、九真、日南等七郡，其中东兴地屬交趾郡西于县:10。东汉初期，徵氏姐妹起兵反抗汉朝廷，期间曾占领今东兴，但最终遭到镇压。事后，汉廷成立在今东兴境域建立封溪县。三国时期，当地属孙吴:34。
梁大同元年（535年），朝廷设置黄州安平县，治所即位于今东兴境内:119。隋朝开皇十八年（598年），黄州改为陆州，治所仍在今东兴。其后，安平县曾易名为海安县、安海县，直到唐朝武德四年（621年），朝廷析安海县地置海平县，但旋即并入安海县，至德二年（757年），安海县更名宁海，县治亦在今东兴，隶属于陆州:34。
宋朝时期，当地隶属钦州安远县。与此同时，越南李朝曾以今东兴地域为永安州辖区，因邻近钦州等交易要地，当地商旅亦来往不绝。此后直到清朝灭亡，当地均归属于钦州:34-35。
清乾隆八年（1743年），朝廷在钦州设立东兴分州，其州府即驻于今东兴镇。中法戰爭结束后，法军曾占领今东兴江平部分地域，并以此为据点攻击清朝，但清廷最终于1887年恢复了对江平的管辖权。清光绪十四年（1888年），朝廷析钦州部分地区置防城县，东兴境为防城县辖地:5。
中华民国建立后，今东兴市域仍归防城县管辖。在日本侵华战争期间，日軍曾藉由法屬印度支那多次轟炸东兴，但最终于1945年被中國軍隊和民眾驅逐出境:9-11。抗日戰爭勝利後，國共內戰爆發，在內戰後期，中国人民解放军在廣西戰役中擊敗了中华民国国军:11-12，并于1949年12月8日取得了东兴一帶的支配權:35:207-208。
中华人民共和国成立后，东兴地属广东省钦廉专区防城县，1951年3月，东兴镇研拟升格为县级东兴市，但因为中华人民共和国政务院未予批准，东兴市并未实际成立，东兴境域仍归防城县管辖:35:13，同年5月，政务院批准防城县划入广西省，由钦州专区管辖，1955年5月，当地重新划归广东省:276，1955年8月，中国与北越分别开放东兴口岸、芒街口岸，东兴从此成为中越之间的门户城镇:15-16。1957年3月，中华人民共和国国务院决定将十万山僮族瑶族自治县从防城县析出，驻地位于东兴镇。1958年5月，十万山僮族瑶族自治县又更名为东兴各族自治县。1958年12月1日，撤消防城县，并入东兴各族自治县，县治东兴镇:6。1965年6月，当地再度划入广西，由钦州专区管辖:21:276。1978年12月15日，东兴各族自治县县治迁往防城镇，改名防城各族自治县:22。1979年，中越战争爆发，在此期间，兩國軍隊時常在邊境開火，东兴一带也受到波及，有平民死伤，房屋毁损:16。中越关系回温后，出于发展对外贸易的需要，1992年，国务院批准成立东兴镇边境经济合作区:26。翌年，国务院批准撤销防城各族自治县，并成立地级防城港市，防城各族自治县改制为防城区:13。1996年4月29日，国务院批准成立东兴市，由防城港市代管，并以防城区的东兴、江平、马路等3个镇作为东兴市的行政区域:28。

## 地理

### 境域
东兴市于1996年脱离防城港市防城区成立后，其地域範圍即没有较大变化，即如現狀。
今东兴市位处广西壮族自治区南部，防城港市西南隅。市境介於北緯21°31′—21°44′，東經107°52′—108°17′之間。东、北两侧与防城港市防城区相邻，西南与越南广宁省隔北仑河相望，东南濒临北部湾。其中与防城区的边界长约78.29千米。与越南的国境线长约39.064千米，在北部湾的海岸线长约52千米，北距廣西首府南宁市约188千米，防城港市城区39千米:33-34。

### 地形
东兴市位于十万大山与北部灣沿海平原的过渡带上:17，境域大体在防城东兴丘陵台地上:122。其所處的地區曾在海底，後從海中逐漸出露，後經過加里東造山運動、印支構造期、燕山構造期、喜馬拉雅構造期等幾次強烈的地質活動，形成了特殊的地形環境以及山川地貌。地层主要为沉积岩，根據岩性推斷，這一區域的岩層主要形成於第四紀，也有部分形成于志留纪、二叠纪:46。东兴市地勢总体为西北高、東南低，西北马路镇一带多为构造侵蚀陡坡低山地，东兴全境最高峰大锅盖即位居其间，海拔约924公尺；中部多為构造剥蚀丘陵；东南沿海及边境一带则呈现平原地貌，地势低洼，北仑河流经其间，并塑造出了东兴盆地等低地:47-48:18，北仑河口一带海岸多为滩涂；而澫尾一带的海岸，主要为潮间海灘，也分布着海岸侵蝕平台、滨海沙堤等海岸地貌:126-127。

### 水文

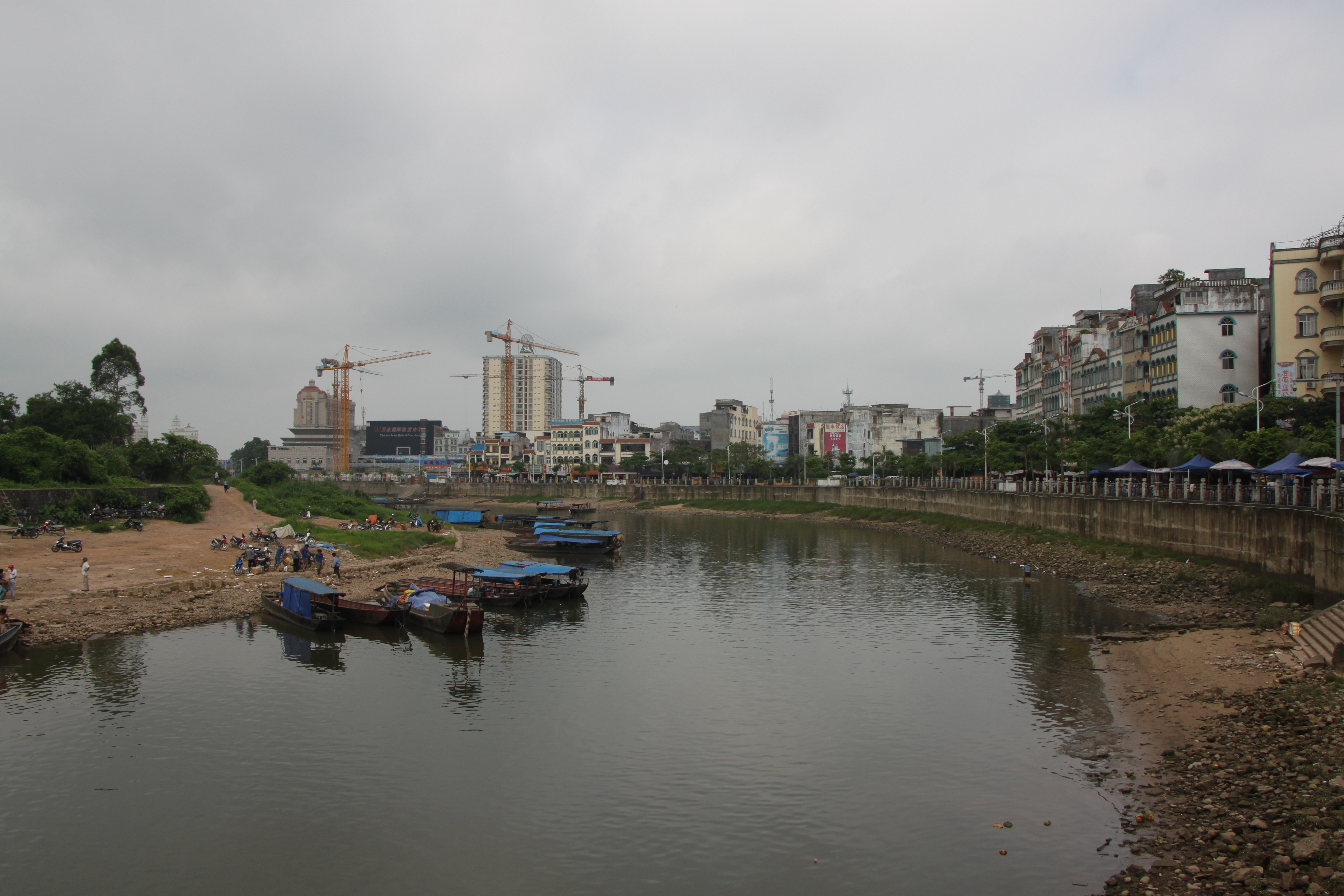
流经东兴市与越南芒街市的北侖河

东兴市境内的水域以天然河流、人工湖泊为主，並以地表水、地下水的形式分布在全市。当地共有大小河流68条，河道总长度超过500千米，分属于北仑河、江平江和黄竹江3条主要河川，这些河流均属于独流入海的水系，皆注入北部湾:50-52。其中以北仑河流程最长、流域面积最大，主河长约112公里，其中在东兴境域内流程约28.67公里，该河发源于防城区与宁明县交界处的十万大山捕龙山东侧，先后接纳了江口河、黄关河、滩散河、那良河与马路河等支流，并经防城区那良镇进入东兴市境，在市境内，北仑河分流为东、南2支系，其中南支为主流，在越南芒街市注入大海；而东支为分流，亦为中越界河，其为西北东南流向，河段大致流经東興鎮，并最终于竹山村街边屯入海:111，河口的中間沙原是中越爭議地區，2008年中越陸地勘界後，該沙洲約四分之一歸中國，四分之三歸越南。该河流也是广西径流深最大，河床坡降最大的河流:188。江平江流程43.23公里，源于防城区那梭镇东山，在东兴市河段主要流经市境东部的江平镇，并最终在该镇贵明村入海。黄竹江流域则完全位于东兴市境内，发源于江平镇黄竹村冲吉屯，并于江平镇交东村石角屯入海，其干流长约14.31公里，水位受潮汐和上游徑流影響較大，是一条潮汐河流:51:112。
在近海地区，东兴市的潮汐类型属全日潮型，当地的平均潮位0.37公尺，潮差2.12公尺，其形成受到太平洋潮波与北部湾反射潮波的共同影响。潮水涨退对在地航海、渔业、农业影响深刻，潮位通常在2月、8月不规律，此时潮水通常不会涌上海滩；而5月、10月的潮水最大，适宜观潮活动:52-53。

### 气候
东兴市位於北回歸線以南，属南亚热带季风气候区，具有陽光充足、氣候溫暖、雨量充沛、無霜期長、海洋调节明显的特點，其中沿海地区相较于山区气温偏高。年均氣溫22.6℃，年極端最高氣溫為38.4℃（1990年8月21日），最低氣溫為-0.9℃（1955年1月12日）。降雨量充沛，年平均年降雨量超过2,600毫米，但降雨季节分配不均，受季风影响较大，以4月至10月为多，期间亦容易出现暴雨，年均暴雨天数在15天左右:48-50。
东兴市初春氣溫回升快，常出現陰雨連綿天氣，之後暖空氣勢力不斷加強，冷暖空氣常常交鋒，來回拉鋸，天氣時寒時暖，忽晴忽陰，常出現連陰雨和倒春寒等極端天氣。5月立夏後即进入夏季，較為漫長，易受到濕潤的海洋氣團影響，具有降雨集中，日照充足，氣溫高、蒸發量大等特點，易造成伏旱。秋季天氣平和穩定，氣溫下降，空氣日趨乾燥，雨量減少，晴日多，往往造成夾秋寒天氣。翌年1月小寒後氣候趋于寒冷，进入冬季，此时当地受北方冷空氣影響，空氣乾燥，天氣晴朗，多霜，鮮少降雨，由于北部为十万大山所阻绝，加上海洋对温度的调节，东兴的气候相较于同属防城港的上思、防城及港口区更为温暖:48-50:103-109。
| 东兴市气象数据（平均1981-2010年，极端至2010年） | 东兴市气象数据（平均1981-2010年，极端至2010年） | 东兴市气象数据（平均1981-2010年，极端至2010年） | 东兴市气象数据（平均1981-2010年，极端至2010年） | 东兴市气象数据（平均1981-2010年，极端至2010年） | 东兴市气象数据（平均1981-2010年，极端至2010年） | 东兴市气象数据（平均1981-2010年，极端至2010年） | 东兴市气象数据（平均1981-2010年，极端至2010年） | 东兴市气象数据（平均1981-2010年，极端至2010年） | 东兴市气象数据（平均1981-2010年，极端至2010年） | 东兴市气象数据（平均1981-2010年，极端至2010年） | 东兴市气象数据（平均1981-2010年，极端至2010年） | 东兴市气象数据（平均1981-2010年，极端至2010年） | 东兴市气象数据（平均1981-2010年，极端至2010年） |
| 月份                                            | 1月                                             | 2月                                             | 3月                                             | 4月                                             | 5月                                             | 6月                                             | 7月                                             | 8月                                             | 9月                                             | 10月                                            | 11月                                            | 12月                                            | 全年                                            |
| ----------------------------------------------- | ----------------------------------------------- | ----------------------------------------------- | ----------------------------------------------- | ----------------------------------------------- | ----------------------------------------------- | ----------------------------------------------- | ----------------------------------------------- | ----------------------------------------------- | ----------------------------------------------- | ----------------------------------------------- | ----------------------------------------------- | ----------------------------------------------- | ----------------------------------------------- |
| 历史最高温 °C（°F）                             | 27.2 (81.0)                                     | 29.9 (85.8)                                     | 33.6 (92.5)                                     | 33.1 (91.6)                                     | 35.8 (96.4)                                     | 37.9 (100.2)                                    | 37.4 (99.3)                                     | 38.4 (101.1)                                    | 36.7 (98.1)                                     | 35.0 (95.0)                                     | 32.5 (90.5)                                     | 30.1 (86.2)                                     | 38.4 (101.1)                                    |
| 平均高温 °C（°F）                               | 19.0 (66.2)                                     | 19.6 (67.3)                                     | 22.1 (71.8)                                     | 26.4 (79.5)                                     | 29.9 (85.8)                                     | 31.3 (88.3)                                     | 31.7 (89.1)                                     | 32.0 (89.6)                                     | 31.7 (89.1)                                     | 29.5 (85.1)                                     | 25.9 (78.6)                                     | 21.8 (71.2)                                     | 26.7 (80.1)                                     |
| 日均气温 °C（°F）                               | 15.4 (59.7)                                     | 16.5 (61.7)                                     | 19.1 (66.4)                                     | 23.2 (73.8)                                     | 26.3 (79.3)                                     | 28.0 (82.4)                                     | 28.2 (82.8)                                     | 28.1 (82.6)                                     | 27.3 (81.1)                                     | 25.0 (77.0)                                     | 21.1 (70.0)                                     | 17.2 (63.0)                                     | 23.0 (73.3)                                     |
| 平均低温 °C（°F）                               | 13.0 (55.4)                                     | 14.3 (57.7)                                     | 17.0 (62.6)                                     | 20.9 (69.6)                                     | 23.7 (74.7)                                     | 25.3 (77.5)                                     | 25.5 (77.9)                                     | 25.2 (77.4)                                     | 24.2 (75.6)                                     | 21.8 (71.2)                                     | 17.9 (64.2)                                     | 14.1 (57.4)                                     | 20.2 (68.4)                                     |
| 历史最低温 °C（°F）                             | 4.0 (39.2)                                      | 4.1 (39.4)                                      | 5.0 (41.0)                                      | 11.1 (52.0)                                     | 15.7 (60.3)                                     | 19.5 (67.1)                                     | 21.5 (70.7)                                     | 21.2 (70.2)                                     | 17.3 (63.1)                                     | 10.8 (51.4)                                     | 5.5 (41.9)                                      | 3.3 (37.9)                                      | 3.3 (37.9)                                      |
| 平均降水量 mm（）                               | 50.6 (1.99)                                     | 51.8 (2.04)                                     | 71.7 (2.82)                                     | 111.7 (4.40)                                    | 275.3 (10.84)                                   | 464.0 (18.27)                                   | 472.3 (18.59)                                   | 407.9 (16.06)                                   | 295.4 (11.63)                                   | 136.8 (5.39)                                    | 81.9 (3.22)                                     | 33.0 (1.30)                                     | 2,452.4 (96.55)                                 |
| 平均降水天数（≥ 0.1 mm）                        | 12.7                                            | 15.1                                            | 16.2                                            | 15.4                                            | 16.8                                            | 19.3                                            | 21.8                                            | 19.7                                            | 13.6                                            | 10.7                                            | 7.3                                             | 7.4                                             | 176.0                                           |
| 平均相對濕度（％）                              | 79                                              | 84                                              | 85                                              | 85                                              | 83                                              | 86                                              | 86                                              | 84                                              | 79                                              | 74                                              | 72                                              | 72                                              | 81                                              |
| 来源1：中国天气网（1971-2000的降水天数）        |                                                 |                                                 |                                                 |                                                 |                                                 |                                                 |                                                 |                                                 |                                                 |                                                 |                                                 |                                                 |                                                 |
| 来源2：中国气象数据网                           |                                                 |                                                 |                                                 |                                                 |                                                 |                                                 |                                                 |                                                 |                                                 |                                                 |                                                 |                                                 |                                                 |

### 自然资源
植被方面，东兴市主要属于北热带常绿季雨林区，陆地生物资源丰富:362-363:52，截至2022年，全市森林覆盖率约为50.4%:10。但由于山區的日益開發，当地的原生林植被面积已经减少，并多被人造林替代:52。当地的原生种植物超过570种，分属100个以上的科，多属大戟科、山榄科、桃金娘科、漆树科及豆科，其中也不乏金花茶、膝柄木、坡垒等国家保护种；陆上的野生动物超过430种，分属于57科。其所属海域的鱼类超过500种，虾类超过230种，贝类超过200种，蟹6种，浮游动物143种，藻类40余种:60-65。土壤方面，全市共有水稻土、红壤、赤红壤、紫色土、冲积土等7个土类，可下分为12个亚类，29个土属，37个土种:54，其中以红壤分布最广:52。由于气候温暖多雨利于农作物种植，除水稻、玉米、紅薯等糧食作物外，东兴市還出產柑桔、花生、芝麻、木薯、甘蔗、肉桂、八角、蚕桑等經濟作物，其中东兴肉桂品质较高，在国外亦享有声誉:137-150。在矿产方面，东兴市则出产钛、锆、砖用泥岩、石英砂等:422-424。

## 政治
东兴市地方政治機構由中共黨委、人大、政府、政協四套班子構成。
1996年4月，东兴市成立後，该市的四套班子随即成立。1996年10月，中共东兴市第一次代表大会召开，东兴市委正式取代了1993年成立的中共防城港市东兴经济开发区工作委员会，在东兴市內执政，其在东兴市所有乡镇、社区及行政村均设有下级组织，东兴市的地方立法機關东兴市人民代表大会、行政機關东兴市人民政府、政治協商和諮詢機關中國人民政治協商會議东兴市委员会、司法機關东兴市人民檢察院、东兴市人民法院、中国人民解放军在东兴市的軍事機關东兴市人民武装部等政治、軍事組織均接受东兴市委的領導:450-451。
现任东兴市委书记是彭绍关，2022年6月就任，现任东兴市人民政府市长是李健，于2021年7月就任。

### 行政區劃
在中華民國大陸時期，今东兴市域属防城县南区管理，分属东兴镇、江平镇、竹山乡及镇平乡，中华人民共和国建立後，东兴地区分属防城县第四、第五区，而东兴镇为区级镇，1951年，镇平乡更名为马路乡，1958年，十万山僮族瑶族自治县建立初期，当地属东兴镇、江平镇和北郊乡、马路乡、大桥乡、竹山乡、巫头乡，中共实施人民公社化运动後，当地分属东兴、江平、马路三公社，1984年，恢复乡镇建制，除东兴以外，马路及江平改为乡，与此同时，松柏乡自东兴镇析出，直到1991年并入东兴镇，而江平、马路二乡则分别于1985年、1990年改为镇，1996年，东兴、江平、马路三镇组建东兴市，此后东兴市区划建制延续至今:37-45:98-111。
现阶段东兴市下辖3个镇，分別是东兴镇、江平镇和马路镇。

## 人口
2020年第七次全国人口普查时，东兴市有常住人口216,053人，约占防城港市总人口的20.65%，分布在61,366户家庭户及2011户集体户中。相较于2010年，东兴市的人口增加了71,344人。從性別上來看，男性人口为114,210人，占52.86%；女性人口为101,843人，占47.14%，性别比为112.14。從年齡上來看，0-14歲人口有57,454人，占总人口26.59%；15-59歲人口有132,483人，占总人口的61.32%；60歲及以上人口有26,116人，占总人口的12.09%。從文化程度上看，擁有大學（指大專及以上）文化程度的人口為8,030人；擁有高中（含中專）文化程度的人口為12,604人；擁有初中文化程度的人口為40,674人；擁有小學文化程度的人口為25,611人；文盲人口为3,863人。从民族上来看，汉族是东兴市人口最多的民族，有146,374人，占67.75%；壮族人口为40,025人，占18.53%；京族人口为20,834人，占9.64%。
2023年，东兴市户籍总人口约16.51万人，同比2023年增加了2,200人。全市常住人口21.76万人，城镇化率约为74.8%:2。

## 交通

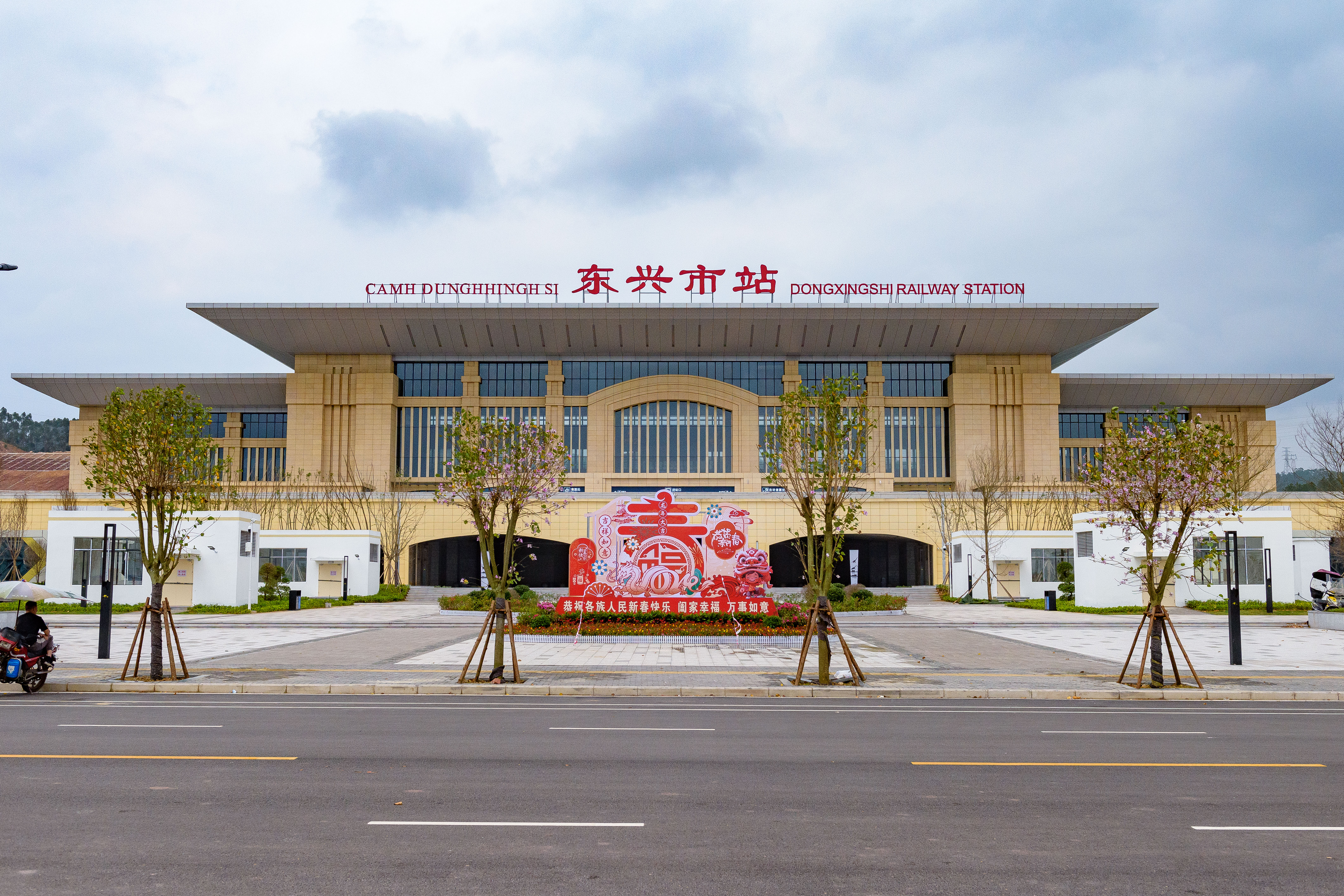
防东铁路东兴市站

在公路方面，东兴地区早期的公路为连接邻近乡镇的古道，多用於民間行旅、經商往來。1926年，东兴至江平段公路通车，并先后延伸至防城、钦州以及广州。中华人民共和国建立后的1958年，当地的公路亦开始与北越相连接:293-294。2013年12月20日，连接防城港市区与东兴的 钦东高速通车，为当地首条高速公路:240。计划中的 219国道、 228国道广西段会经过东兴市境。2022年，东兴市公路客货运周转量约5.13亿吨公里，同比2021年增长了1.0%，其中货物运输总量约为438.2万吨，旅客运输总量约49.52万人。受到2019冠状病毒病的影响，客货运输量均较2021年有所下降:8。在铁路方面，连接防城港和东兴市的防东铁路亦于2023年12月开通。
东兴在北宋年间即为中越边境要地，并于1876年首次成立通商口岸，即今东兴口岸，與越南芒街口岸相对，为中国国家一类口岸，在中越战争期间曾关闭，直到1992年才重新開放:686-699。

## 經濟
在清朝以前，东兴地區總體上以自然經濟產業為主，除了农林渔业外，也有冶铁、造船、石雕、陶瓷等少量手工業:208。北海于清季开放通商后，东兴也成为通商口岸，随着边境贸易的繁荣，当地商贸也具有一定规模:255-256，民國时期，东兴电厂、陶瓷厂、盐场相继在当地兴建，近现代工业进入当地:255-266，而在中国抗日战争期间，因为未遭到日军封锁，东兴成为中国与东南亚及美、英、法等国的重要通商口岸，商贸地位加强，并曾被称为“小香港”，中华人民共和国建立后，东兴成为中越边境贸易的桥头堡，1979年至1989年因中越关系恶化，边贸中止，經濟蕭條，在地经济直到两国关系改善後才迎来改善的转机:259-263。
2023年，东兴市生產總值88.67億人民幣，按可比價格計算，比上年增长9.1%。分產業看，第一產業增加值23.42億元，增長3.8%；第二產業增加值15.4億元，增長29.3%；第三產業增加值49.85億元，增长7.8%。三次產業增加值占全市生產總值的比重為26.4：17.4：56.2。2023年，东兴市人均地区生产总值40,434元，同比上年增长了8.4%:1。

## 社会事业

### 教育
在明清至民国时期，东兴地区的学校多为受儒家影響建立的私塾、义学或书院，它們多以培養服務封建統治的士绅為主要任務。1851年，法国传教士在东兴传教期间，修建了仁慈堂，引入了近代教育，進入20世紀以後，受到中華民國、中華人民共和國政府發展國民教育、推行新式學校的需求，近現代中小學开始取代书院。中華人民共和國建立後，中共開始逐步對當地的教育進行社會主義改造，亦增設了職業技術學校、中小學等教育機構:716-742。
2023年，东兴市共有各類學校135所，其中：各类中学10所，小學46所，小學教學點84個。各類學校專任教師2,635人。中学在校生12,807人、小學24,468人:9。

### 衛生
在清朝至民國初期，因缺乏診所、藥店及專職衛生主管機構，加之民眾衛生意識薄弱，一些傳染病和職業病等在东兴比較流行，民國時期，东兴卫生所曾組織疫苗注射，中華人民共和國建立後，因中共開展愛國衛生運動，組織建立現代醫療機構，實施傳染病防治，普及衛生知識，當地城鎮衛生環境的條件有所好轉，1996年，东兴市衛生局隨合山市而創立，開始承擔該市的衛生行政管理職責:806:530-533。
截至2023年，全市共有卫生机构131个；其中包括1间二级综合医院，1间妇幼保健院，1间疾控预防中心，3间乡镇卫生院。共有衛生技術人員1029人，其中各类医师394名，註冊護師、護士422人。醫療衛生機構床位532張:9-10。

### 體育
在明、清時期，东兴地區有組織的體育運動多為服務於軍事的體能訓練，而民間則有舞獅舞龍、武術等傳統體育項目或竞技活动。民國時期，近現代體育教育開始進入當地學校。中華人民共和國建立後，中共將體育教育納入學校教育，並在當地興建體育場館:1217-1226。2018年，该市举办各类群众性体育赛事540多场:270。

## 城市建設
在歷史上，东兴境內形成了一些村鎮，但其建設總體處於自然狀態，並無規劃建設，在东兴各族自治县期间，东兴镇作为县府驻地得到了开發规划，各类住宅、电力、给排水设施均趋于完善，但随着中越关系恶化，边境冲突不断，县府内迁至防城，城市建设也陷入停顿状态:98。1991年，中共防城县委、县府决定大力发展东兴，并于翌年开始了大规模建设，中国城市规划设计研究院还制定了《东兴城市总体规划》，編制东兴开发区總體規劃。此後，开发区開始按新興贸易城市的布局要求開展建設，修築了大量住宅及道路，並完善商贸市场、宾馆、汽车站等基础设施，修复通往越南的道路，以滿足當時城市服務的需求:114-117。以後又多次實施了重大建築工程建設、道路修筑及綠化工程，令城區面积有所扩大，形成了以“两纵”新华路、民族路及“三横”北仑大道、兴东路、东盟大道五条道路为主轴的城区。現今的东兴市大體以防东一级公路沿线地区，羅浮行政居住新区、竹山港工业新区等為都市計畫發展中心、實施其城市化進程:98-103。

## 文化

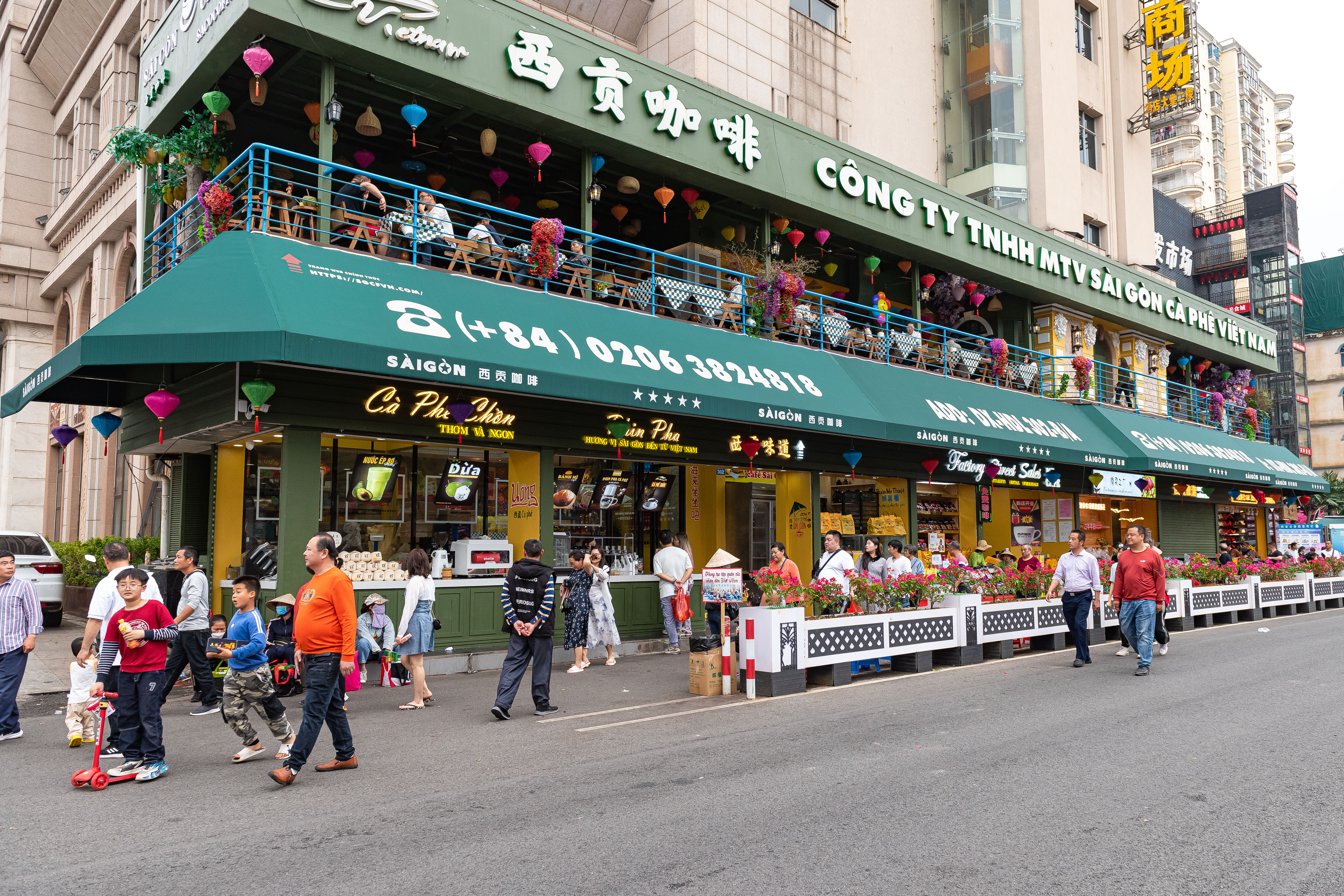
东兴市區的一家西贡咖啡店，中越关系的好转令越南饮食也得以进入当地

东兴市地处中国西南隅，邻近越南，原住民壯族的傳統文化與明清時期遷徙至此的京族、瑶族、漢族人的文化等在此交織:840-842，形成了东兴独特的文化风貌，具有海洋文化的包容性及民族文化的地域传统性。东兴京族的祖先来自红河三角洲，在明朝中后期迁徙至此，以渔业为生，而唱哈、竹竿舞及独弦琴演奏等文艺活动亦为京族独有，其中独弦琴亦于2011年6月列入国家第三批非物质文化遗产名录。
饮食方面，在历史上，东兴人的飲食較為清淡，民間的宴會总体上也不算豐盛，家常菜通常以鱼、虾、蟹、蛤、禽蛋、蔬菜、瓜类为主料。而酒宴上的菜肴以海味为重，高档的“六珍”为燕窝、鱼翅、鱼皮、鳘肚、鲍鱼、海参。其次是带子、蚝豉、沙虫、鱿鱼等“四味”。京族人偏好糯米、糖食，多食鱼虾蟹贝等海鲜，口味偏酸辣，米糍粑与鱼露较具特色。改革开放以后，东兴与外界的交流频繁，当地民众也逐步適應了多種飲食口味，飲食更加豐富:842-843。

### 语言文字

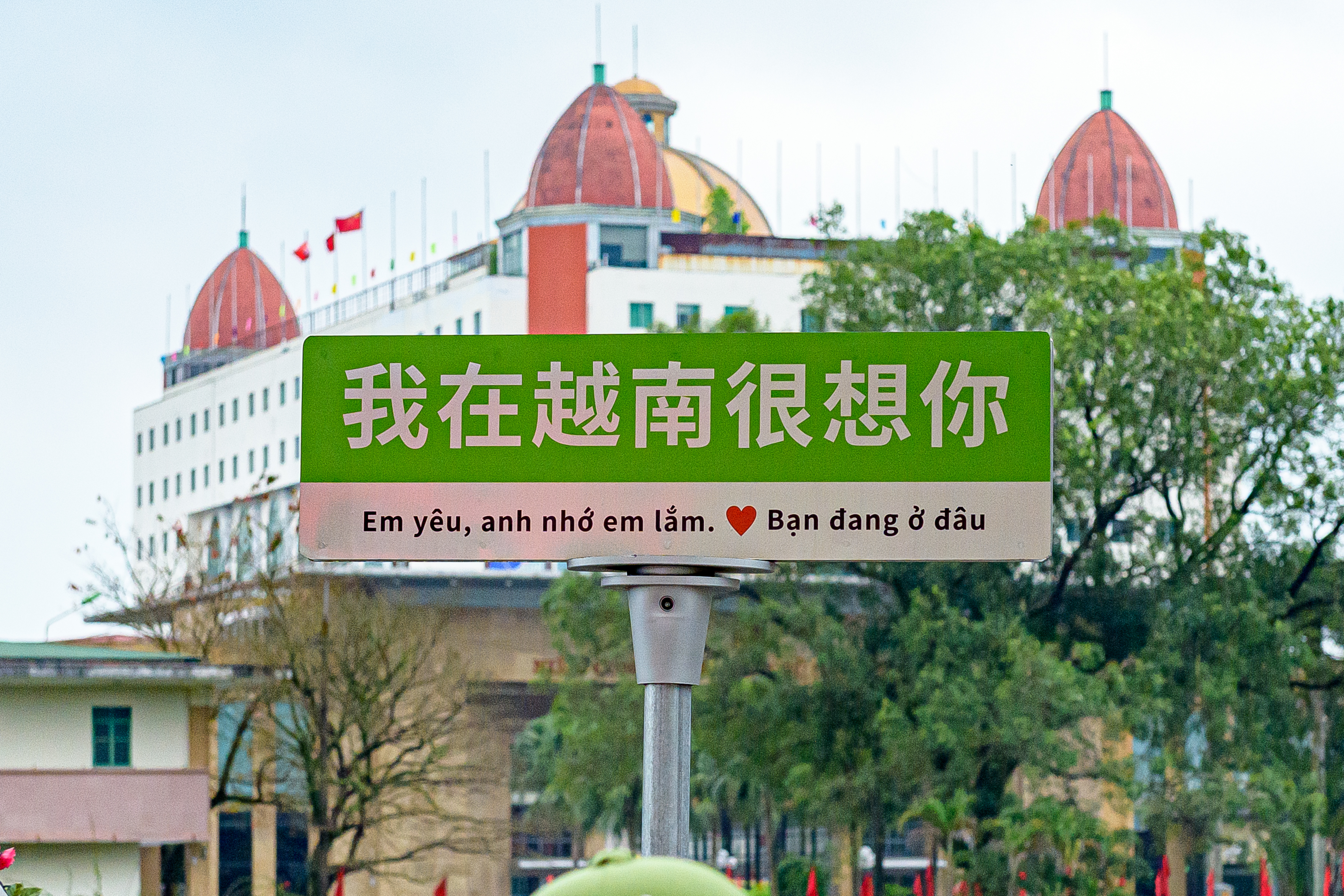
东兴市中越边境的一处中越双语网红路牌，背后为越南芒街口岸

普通话（現代標準漢語）作为中华人民共和国的官方语言在在全市各領域廣泛使用。本地語言方面，其中以粵語东兴白话流通範圍最廣，东兴白话属于粤語钦廉片钦州話，其保留了古代汉语音節中的入声，亦缺少普通话中的介音和卷舌元音，词汇则以双音词居多:858-863。壯語是东兴市原住民壯族的民族語言，也是该地除普通話外的法定官方語言，當地主要通行南部方言:99。京语是东兴市原住民京族的母语，为越南语的变体，但因为地理上与越南的分隔，以及推廣普通話運動等影响，当地的京语在语音、词汇以及语法方面皆与标准越南语有一定的差异，現階段也多使用已经在越南废除的喃字書寫，2004年9月，京语被纳入东兴在地京族学校的必修课程:873,876。

### 媒体
廣播於20世纪50年代进入东兴:521-524，1985年前后，電視也被引入當地。中华人民共和国主要的媒體中国中央电视台、中央人民广播电台、广西广播电视台等的信号均可在东兴市接收:786-787。在本地新闻方面，东兴所在地级市防城港市的官方喉舌防城港广播电视台则在部分時段播出东兴市所屬區域的地方新聞；东兴经济开发区广播电视中心于1994年成立:786，1997年改为东兴市广播电视中心:228，2018年再度改制为东兴市融媒体中心，以报导东兴市的本地新闻为主。过去中共东兴市委还拥有自己的党报《东兴报》，2003年，中共中央及国务院发布关于报刊治理整顿的决定后，该报随即停刊:780。

## 观光
东兴市面積較小，但旅遊資源较为豐富，金滩、竹山、万鹤山等自然景觀具有一定的觀賞價值，其中金滩海水浴场邻近中国京族的主要聚居地京族三島，在当地亦可以了解并体验京族文化。另有社山遗址、中越人民革命烈士纪念碑、天主教罗浮教堂等文物保护单位:792。

## 友好城市
东兴市经广西壮族自治区人民政府批准，再经中国人民对外友好协会确认，由中华人民共和国外交部批准后，可以与国外城市建立友好合作关系。截至2024年，该市已经与邻近的越南芒街市、柬埔寨大吴哥县、韩国高興郡、印尼东勿里洞县成为縣級友好地區。